# Natálya Anderle
Natália Alberto Anderle (Roca Sales, Río Grande del Sur, 23 de mayo de 1986) es una modelo brasileña, elegida Miss Brasil 2008 el 13 de abril en el Citibank Hall de São Paulo.

## Biografía
La modelo fue coronada por Miss Brasil 2007, Natália Guimarães, con una joya creada por Ricardo Vieira.
La ganadora de la competencia recibió el premio más caro jamás ofrecido desde 1954: 250,000 R$, un automóvil y un reloj de porcelana china. Miss Brasil 2008 representó a Brasil en Miss Universo 2008, el 15 julio en Nha Trang, Vietnam, pero no pudo clasificarse.
Natália Anderle representó a Encantado en el concurso regional donde fue elegida Miss Rio Grande do Sul el 16 de octubre de 2007. Cuando se le preguntó qué quería hacer con el dinero ganado, Anderle respondió que ayudaría a sus padres, agricultores de Rio Grande.